# لوئیس کریستون
لوئیس کریستون (انگلیسی: Lewis Christon؛ زادهٔ ۲۴ ژانویهٔ ۱۹۸۹) بازیکن فوتبال اهل بریتانیا است.
از باشگاه‌هایی که در آن بازی کرده‌است می‌توان به باشگاه فوتبال ووکینگ، باشگاه فوتبال آکسفورد سیتی، باشگاه فوتبال ای‌اف‌سی ویمبلدون، و باشگاه فوتبال وایکام واندررز اشاره کرد.